# 782 Монтефіоре
782 Монтефіоре (782 Montefiore) — астероїд головного поясу, відкритий 18 березня 1914 року.
Тіссеранів параметр щодо Юпітера — 3,675.